# 劉嶤
劉嶤（1460年—1502年），字象謙，陝西鞏昌府安定縣（今甘肃定西市安定区）人，軍籍，明朝政治人物。

## 生平
陝西鄉試第三十一名舉人。弘治三年（1490年）中式庚戌科會試第一百二十七名，三甲第五十七名進士。授知縣，九年六月选授云南道试御史，十年八月实授，巡盐两淮，因曾向同僚张智和錦衣衛百户王觀借贷，以盐倍偿其金，但二人犹谓不足，对其威胁，因而悒郁成疾而死。御史韩普为其鸣不平，其妻楊氏亦向官府上诉，王觀逃亡，张智因死无对证被释放。

## 家族
曾祖劉林，判官；祖父劉武，贈主事；父劉晟，戶部主事。母張氏（封安人）。慈侍下。